# Francisco Manuel Barroso da Silva
 
Francisco Manuel Barroso da Silva   (Lisboa, 29 de setembre de 1804 - Montevideo, 8 d'agost de 1882), primer i únic baró d'Amazones, va ser un militar lusobrasiler que va combatre amb la Marina del Brasil en la Guerra Cisplatina i en la Guerra de la Triple Aliança.

## Biografia
Va néixer el 29 de setembre de 1804 a Lisboa, fill del tinent coronel de la Brigada Real de la Marina Teodósio Manuel Barroso i d'Antônia Joaquim Barroso da Silva. Va viatjar amb la seva família al Brasil acompanyant a la família reial portuguesa el 1808, quan la cort va fugir de la invasió napoleònica traslladant-se a Rio de Janeiro.
Va ingressar a l'Escola Naval als 17 anys i es va graduar com a Guardiamarina als 21. La seva experiència en combats navals es va iniciar el 1827 en la guerra entre les Províncies Unides del Riu de la Plata i l'Imperi del Brasil, coneguda com Guerra Cisplatina.
Assignat a la Divisió Naval en operacions a la província de Santa Catarina, va comandar el Carioca en 1831, el bergantí Imperial Pedro, la corbeta Sete de Abril, la corbeta Bahiana en un viatge d'instrucció per l'oceà Pacífic i el patatxo Patagônia.
Va participar de la repressió de la revolta de Cabanagem (1836) i de la Guerra dels Farrapos a Rio Grande do Sul. El 1854 va rebre el títol de comanador de l'Orde d'Avís i, amb el rang de capità, va convertir-se en el Cap de l'Estat Major de la Divisió Naval del Riu de la Plata.

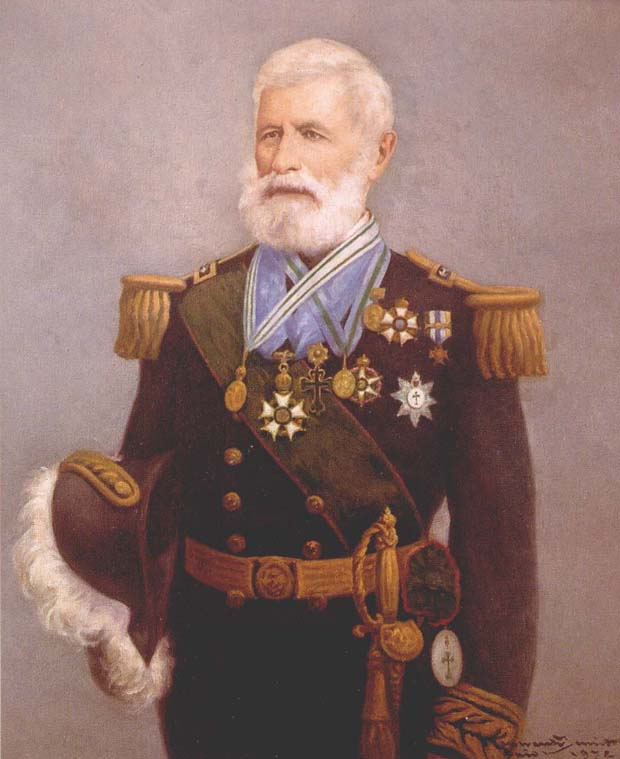
Retrat

Iniciada la guerra de la Triple Aliança el 1865, el comandant naval brasiler, almirall Joaquim Marques Lisboa, marqués de Tamandaré, va encomanar-li el lideratge de les forces de la 2a Divisió Naval, destacades enfront de Corrientes. Va comandar l'esquadra brasilera en la batalla de Riachuelo l'11 de juny de 1865.
Barroso va fer transmetre per senyals als seus vaixells tres frases que serien cèlebres en la història naval brasilera: «el Brasil espera que cada home compleixi amb el seu deure», «Atacar i destruir a l'enemic tan a prop com sigui possible» i «Mantenir el foc que la victòria és nostra».
Durant el combat, la fragata a vapor Amazonas, el seu vaixell almirall, va tenir un decisiu paper. Si bé l'èpica brasilera posa l'accent en la seva visió estratègica, testimonis de l'època assenyalen al pràctic argentí Bernardino Guastavino com el responsable d'assenyalar el perill en què es trobava la Parnahyba, proposar una estratègia i convèncer Barroso de la seva possibilitat d'èxit. Sota la seva direcció, la flota brasilera va tenir un resultat favorable en la travessa del pas de Mercedes (18 de juny) i en la del pas de Cuevas (12 d'agost).
Pel seu servei en el transcurs de la guerra, Barroso va ser condecorat amb l'Orde de la Creu del Sud i va rebre el títol nobiliari de baró d'Amazones el 1866. Ja amb rang de vicealmirall de l'Armada, el 1868 va ser nomenat Ministre de Marina del gabinet de Joaquim José Rodrigues Torres.
Es va retirar del servei actiu amb el grau d'almirall i va fixar la seva residència a Montevideo, on va morir el 8 d'agost de 1882.

## Homenatges
Per la Llei Núm. 11.120, del 25 de maig de 2005 (140è aniversari de la Batalla Naval de Riachuelo), Barroso da Silva va entrar a formar part del Llibre dels Herois i Heroïnes de la Pàtria, un memorial situat al Panteó de la Pàtria i de la Llibertat Tancredo Neves de Brasília.
En el centre de Rio de Janeiro, una avinguda porta el seu nom. En aquesta mateixa ciutat, en la plaça de Paris s'aixeca un monument en la seva memòria, obra de l'escultor Correia Lima. Les restes mortals van ser traslladades des de l'Uruguai i descansen al peu de l'estàtua.
També porten el seu nom carrers de Niterói, Fortaleza, Belém, Peruíbe, Praia Grande, João Pessoa, Pelotas, Foz do Iguaçu, Campina Grande, São José de Ribamar, Salvador, Santiago de Xile, Valparaíso i a Lisboa, la seva ciutat natal.

## Bibliografia complementària

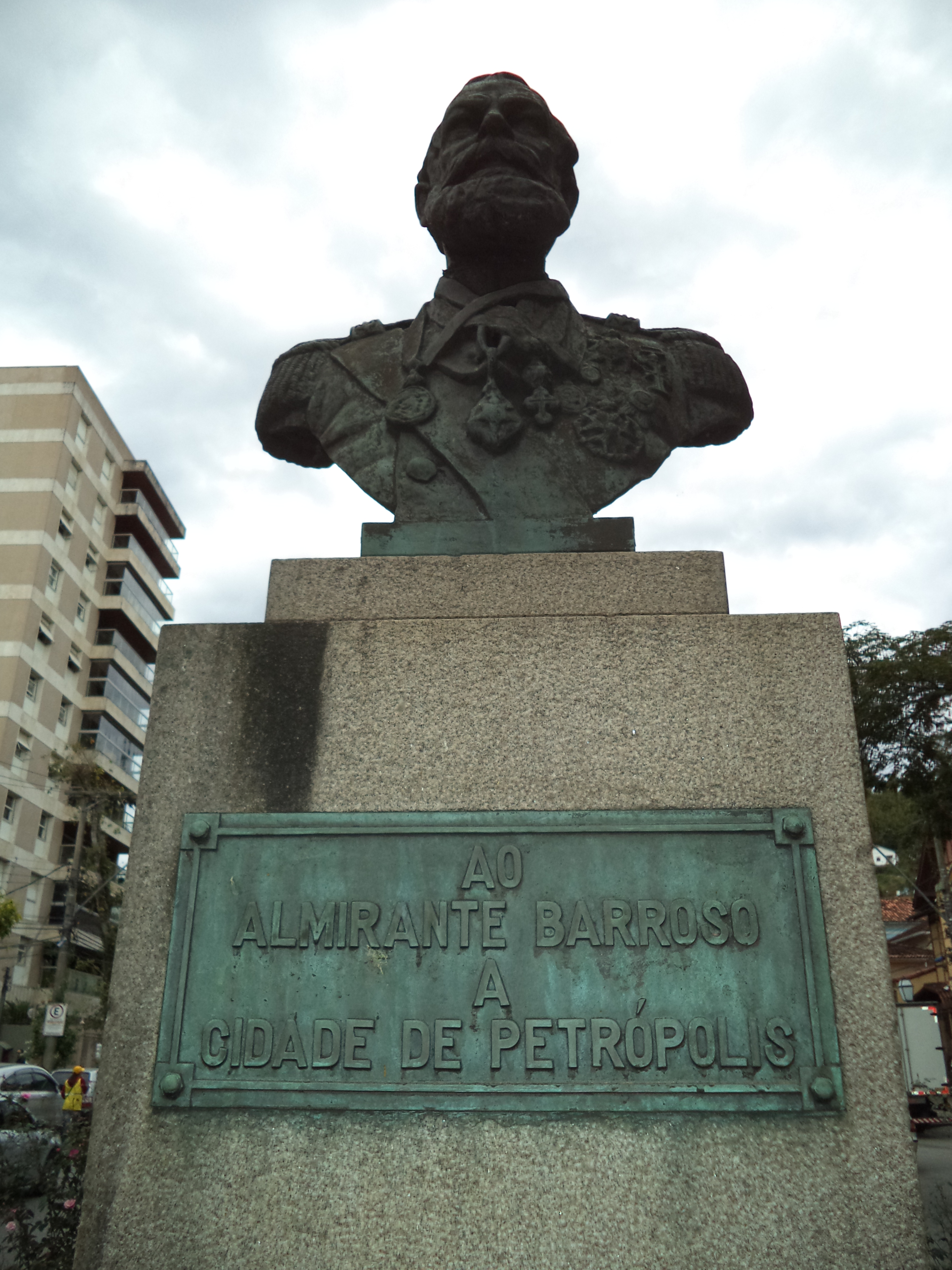
Bust de l'Almirall Barroso a Petrópolis.